# Rodrigo Eberienos
Rodrigo Eberienos (Rio de Janeiro, maio de 1979) é um gaitista brasileiro. Começou seu estudo de gaita diatônica em 1994, estudando 3 meses com o gaitista Flávio Guimarães.  Logo após, entra para a Escola de música Arte Música, onde ficou por mais 9 meses com Nilo Guzman.
Em 1996, passou 6 meses nos Estados Unidos onde dedicou-se inteiramente a gaita, passando um tempo em  Chicago e participando das famosas e folclóricas “jams” .  
Em 1997 retornou ao Rio quando começou a dar aulas particulares, bem como em escolas de música.  Crescendo e estudando cada vez mais, começou a ser reconhecido no cenário nacional.  No final de 1997 montou a banda Bludogues, que atualmente está em fase final de gravação do primeiro CD independente do grupo.
Em agosto de 1998, representou o Brasil SPAH ( Sociedade de Preservação e Avanço da Harmónica ), que ocorre todo ano nos Estados Unidos.  Começou então, a construir sua carreira no mundo musical.
Em 1999, iniciou o estudo de gaita cromática e harmonia funcional com José Staneck.  Ainda em 1999 começou a fazer participações em trilhas sonoras para televisão, rádio  e em álbuns de músicos tais como :  Sandy e Junior, Vanessa Barum, Zezé de Camargo e Luciano,  Eduardo Nunes, Jakaré, Banda Súbito, Flávio Guimarães (Navegaita), Alyssa, Rafael Greyck (Luau II), lançado pela Warner Bros. , entre outros.  Nesse mesmo ano, descobriu música Irlandesa e começou a se dedicar ao estudo de tal estilo. 
Em 2000, com seus 21 anos, participou do Tributo a Gaita Blues, em Campinas, evento reunindo os 10 melhores gaitistas do país. Participou também do II Harmonica e Blues Project, em São Paulo.
Em janeiro de 2001, formou um trio, chamado Forró de Gaita, grupo que se apresenta nas maiores casas de forró do Rio de Janeiro.  Atualmente o grupo também está em fase final de gravação do CD.  Em agosto de 2001, voltou a representar o Brasil no SPAH, onde teve a oportunidade de conhecer pessoalmente o gaitista de música Irlandesa Brendan Power, sendo convidado por ele a fazer uma participação  em seu show durante o Congresso. Ainda setembro, participou do 1º Encontro Internacional da Harmônica no Sesc Pompéia em São Paulo.
Em 2003 começa a gravar no cenário Gospel. Sendo convidado pelo produtor musical Jairinho Manhães, grava em álbuns de cantores evangélicos, como Cassiane, Marquinhos de Menezes,  Bruna Karla , Jozyanne e outros.
Rodrigo, em 2005, com reconhecimento internacional, lança seu álbum, Acusticamente.